# ヒツジ男
ヒツジ男（ヒツジおとこ、Goat man）とはUMAの一種。アメリカ合衆国で目撃されている。

## 訳名
ゴートマン（Goatman）を直訳すればヤギ男となる。しかし、目撃情報には「ヒツジのような角を生やしていた」というものもあり、またヤギとヒツジは混同視されがちであるため、日本ではヒツジ男と訳される傾向が強い。本項もそれに倣う。

## 外見
多くの目撃者によると、「ヒツジのような顔を持つ怪物」とされる。体長は2mほど、筋骨質の体格をしており、体全体は「ヒツジのようにカールした灰色の毛」で覆われているという。
ピッグマンやワニ男のように体は人間に似ているといわれており、二足歩行をすることから、一種の獣人と考えられる。モンキーマン、アスワング、ピッグマン（ブタ男）、カエル男、モスマン（蛾男）、フクロウ男（オウルマン、アウルマン）、ワニ男、トカゲ男、と同様の半獣半人タイプ。
しかし、「顔が人間で体がヒツジ」、という目撃例もある（つまり人面羊）。

## 概要
目撃例の多くが、カリフォルニア州のサンタ・ポーラに集中している。
サンタ・ポーラには、かつてビリワック・デリー（Billiwack Dairy）という酪農工場があった。工場が倒産した後、この工場を中心に目撃が相次いだため「ビリワック・モンスター（Billiwack monster）」とも呼ばれる。

### 軍の遺伝子実験説
倒産後、この工場は「軍の秘密工場」として使用され、そこで「極秘に行われていたの産物として、ビリワック・モンスターが誕生した」というエピソードを持つ。そのため、獣人型UMAの中でも、ピッグマンと並んで都市伝説色が特に強く、そのネーミングもあって非常にユーモア溢れる「愛すべき」存在として親しまれている。

### 見間違い説
黒魔術の儀式で、羊のマスクを被った人間を見て、怪物と勘違いしたのでは？という説もある。

## 仮説
ヒツジ男については、以下のような仮説がある。
- 未発見の生物[1]
- 地球外生命
- 人間（もしくは動物）の突然変異
- 人間（もしくは動物）の奇形
- ピッグマンと同種、あるいは近似種[1]
- モンキーマンと同種、あるいは近似種
- 宇宙人のペット説
- 体毛が濃い不審者